# Auferstehungskathedrale (Kiew)
Koordinaten: 50° 27′ 10″ N, 30° 35′ 12″ O

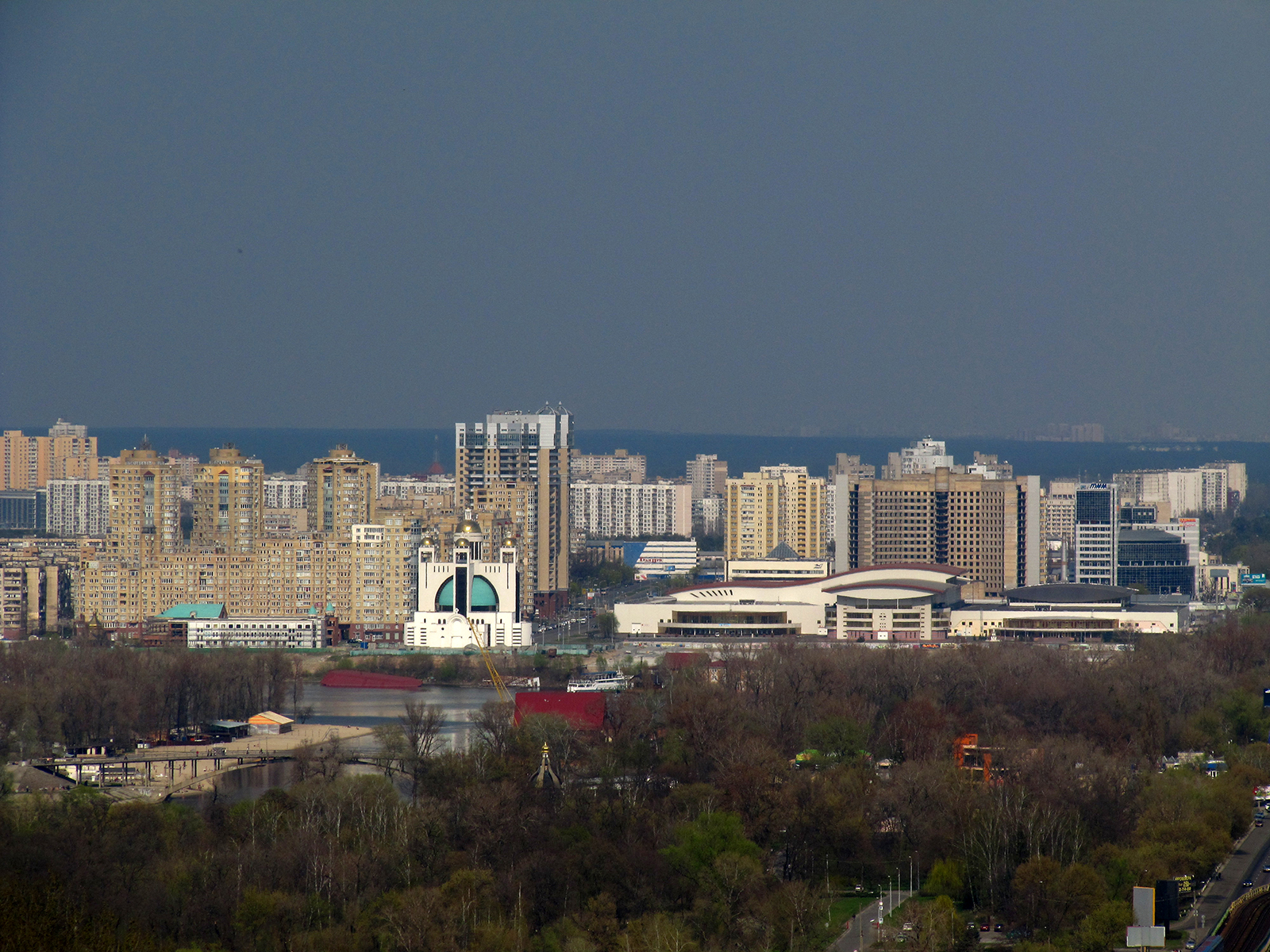
Die Kathedrale am Ufer des Dnepr

Die Patriarchalkathedrale der Auferstehung Christi (ukrainisch Патріарший Собор Воскресіння Христового) ist die Hauptkathedrale der Ukrainischen Griechisch-katholischen Kirche und des Großerzbistums Kiew-Halytsch in Kiew, der Hauptstadt der Ukraine. Die im Stil des Neohistorismus errichtete Kirche wurde am 27. März 2011 geweiht, als der Sitz des Patriarchates von Lemberg hierher verlegt wurde.
Die Kathedrale liegt auf dem linken Ufer des Dnepr im Rajon Dnipro nahe dem International Exhibition Centre. Sie ist damit eines der wenigen Kirchengebäude Kiews, das nicht auf dem rechten Flussufer liegt. Hiermit sollte symbolisch auch ausgedrückt werden, dass die griechisch-katholische Kirche ihren Einzugsbereich in der gesamten Ukraine sieht, also nicht nur im Westen, wo sie die meisten Mitglieder zählt. Mehrheitskirche in der Ukraine ist die Orthodoxie.